# Dercil·lides (filòsof)
Dercil·lides (en llatí Dercyllidas, en grec antic Δερκυλλίδας "Derkyllídas") fou un filòsof grec, autor d'una obra voluminosa sobre la filosofia de Plató i també d'un comentari sobre el Timeu (Timaeus), cap dels quals s'ha conservat. Fabricius l'inclou a la Bibliotheca Graeca.